# Louis Favre (kunstschilder)

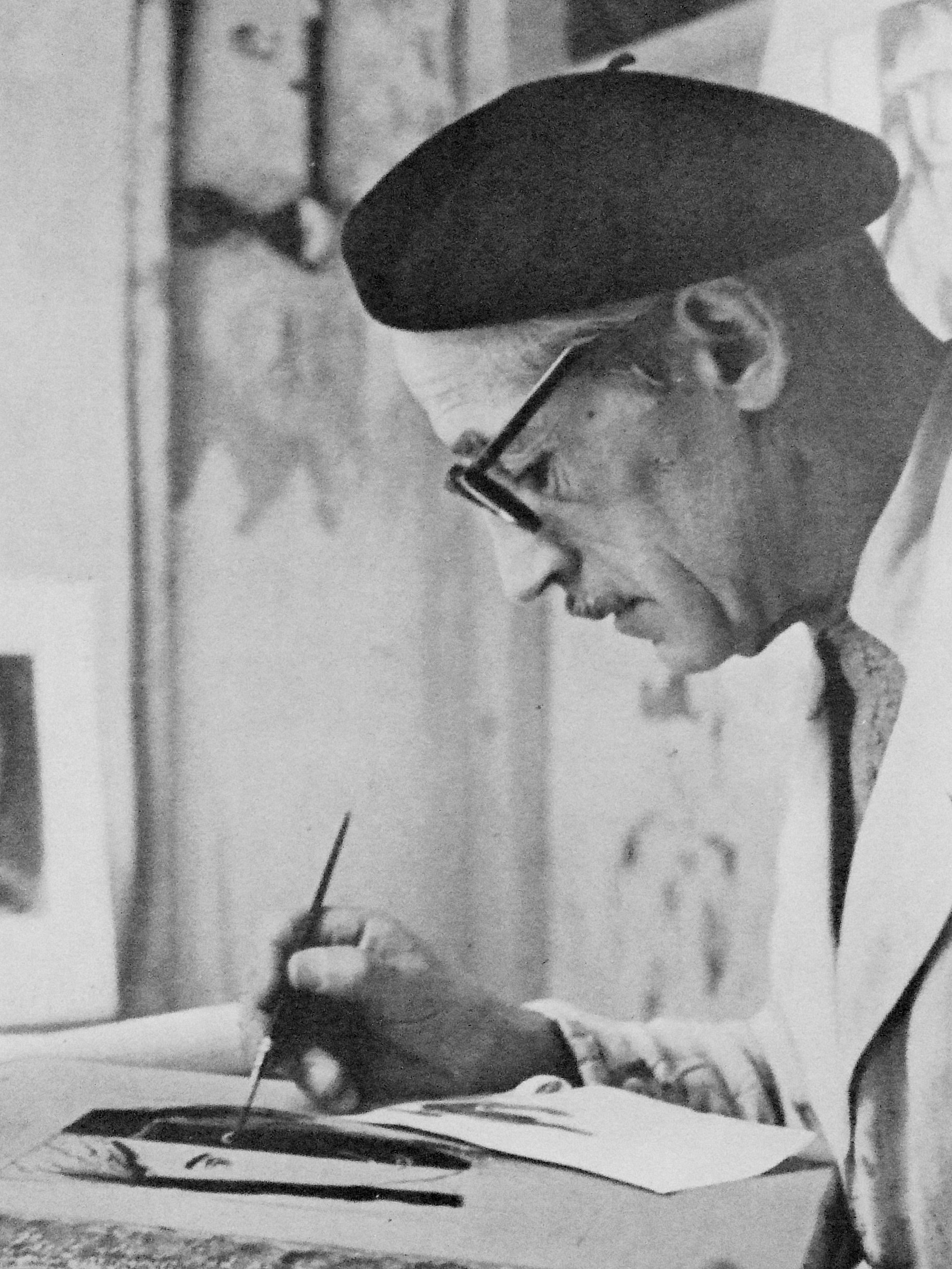
Louis Favre

Louis Favre (Annemasse, 15 september 1892 - aldaar, 17 april 1956) was een Frans kunstschilder, graficus, schrijver en uitvinder.

## Levensloop
Louis Favre werd in 1892 geboren in Annemasse (Haute-Savoie) in Maison Grillet aan de Place d'Eglise. In vertrok in 1912 vertrok hij naar Parijs. Hij begon als industrieel tekenaar, maar wijdde zich al vrij snel volledig aan het schilderen. Hij volgde nooit een opleiding aan een kunstacademie en was volledig autodidact.

### 1916-1940
Tijdens de Eerste Wereldoorlog liep hij in de loopgraven chronische bronchitis op waar hij zijn verdere leven last van zou hebben. Terug in Parijs ontmoette hij in 1919 Gertrude Stein. Zij was onder de indruk van zijn werk en kocht verschillende schilderijen. Veel van zijn werk zou  hierna worden gekocht door Amerikanen. Favre leerde de beeldhouwer Jacques Lipchitz kennen. Deze vriendschap was van grote betekenis voor zijn verdere ontwikkeling als kunstenaar. In 1924 werkte hij met een Amerikaanse vriend in Vence, vlak bij Nice. Op 5 mei trouwde hij in Puteaux met Louise Henriette Turpin. Het volgende jaar werkte hij in Cahors op uitnodiging van de Franse minister De Monzie.
Na jaren experimenteren achterhaalde Favre in 1926 de techniek van de oude Egyptenaren van het werken met wasverf. Met de steun van de Franse overheid kon Favre in 1927 naar Marokko. Hij hield zijn eerste grote tentoonstelling in Galerie 'Au Sacre de printemps' te Parijs, waar hij opgemerkt werd door de Franse kunstcriticus Waldemar George. Ook bewoog hij zich in literaire kringen waar zijn talent werd opgemerkt door Paul Dermée en Céline Arnaud. In 1929 volgde een tweede reis naar Afrika, en werkte hij in Algiers.
Gedurende heel zijn leven schreef hij schetsen, novellen en een hoorspel, Chinese sprookjes etc. Ook schreef hij een roman, waarvoor hij de Prix de Lugdunum kreeg. Verder schilderde hij in de omgeving van Annecy, Genève etc. Met zijn Nederlandse vriend en schilder Lodewijk Bos bouwde hij een huis in Saxel. In 1930 deed Favre verschillende uitvindingen op het gebied van de radiotechniek.

### 1940-1956
Na het begin van de Tweede Wereldoorlog vluchtte hij naar Lyon en begon met de studie van de kleurenlithografie, waarmee hij een groter publiek wil bereiken. In 1942 had hij een expositie in Lyon.
Na 1946 besloot Favre het schilderen op te geven en zich geheel aan de lithografie te wijden. Soms gebruikte hij 13 stenen voor een litho. Zijn eerste litho Les Joueurs verscheen in acht kleuren op de Exposition Gravures Françaises Contemporaines in Berlijn. Hij had ook nog een expositie in Wenen. Beide tentoonstellingen waren een succes en de litho was bijna direct uitverkocht. In juni overleed zijn vrouw in Saxel.
In 1947 werkte Favre in Den Haag voor de uitgever Stols en illustreerde une saison en enfer van Rimbaud. In 1948 had hij een expositie in het Victoria and Albert Museum in Londen. Mouton & Co bood hem een contract aan om een zeker aantal litho's per jaar te maken (65 x 50 cm/beperkte oplage) en de hele serie vertellingen van Poe te illustreren.
Op 13 juli 1949 trouwde hij in Den Haag met Anna Cornelia Bosma. Hij had een atelier in Parijs aan de Rue de La Tour-d'Auvergne 44, waar hij de helft van het jaar werkte. De rest van het jaar woonde hij aan de Van Hogendorpstraat 103 in Den Haag. Zijn kleurenlithografie werd in 1951 getoond tijdens een expositie in Gallery Redfern in New York. In 1954 vertegenwoordigde hij Frankrijk op de Biënnale van Venetië en nam deel aan de Third International Biennal of Contemporary Color Lithography in Cincinnati, waar hij ook in 1956 deelneemt. Verder had hij nog een expositie in Milaan.
In 1955 werd Favre ernstig ziek en ging naar zijn vriend Lucien Archinard in Genève. Later vertrok hij naar Saxel. Nadat zijn ziekte verergerde ging hij naar Rouret, vlak bij Nice, waar hij nog de maquettes maakte voor de kerkramen van Thusy. Na zijn dood werden deze ontwerpen uitgevoerd. Favre ging terug naar Annemasse, waar hij op 17 april 1956 overleed.

## Werken in openbare collecties
Museum van Newark (USA), Palais de la Residence Générale du Maroc/Rabat, Museum van Cincinnati (USA), Musée d'Art et d'Histoire (Genève), Museum van Montevideo, Museum van Helsinki, Museum Victoria en Albert (Londen), Cabinet des Estampes (Boston), Bibliothèque Nationale (Parijs), Museum de la Ville (Parijs), Collectie Cone (Baltimore), Collectie Vallotion (Lausanne), Collectie Gertrude Stein, New York (USA), Collectie Lucien Archinard (Genève), Collectie Pierre Bertin (Parijs), Collectie Pierre Berès (Parijs), Groninger Museum (Groningen).

## Tentoonstellingen
Expositie 'Le Sacre du Printemps' (Parijs 1927), Expositie in Lyon (1943), Museum Victoria en Albert (Londen 1948), Galerie Redfern (New York 1951), Museum d'Art et d'Histoire (Genève 1952), Expositie Het Oude Booymanshuis (Rotterdam 1952), Cercle d'Echanges Artistiques Internationaux (1954), Expositie in Milaan (1954), Museum Gouda (1955), Galerie Sagot-Le Garrec (Parijs 1957), Expositie in Nantes (1958), Expositie Ville Annemasse (1960), Musée des Beaux Arts (Poitiers), Expositie British Museum (Londen), Galerie d'Art Contemporaine (Parijs), Frans Hals Museum (Haarlem), Groninger Museum (2005).

### Salons
Salon des Indépendants, Salon d'Automne (Parijs 1948), Biennal van Cincinnati (1954 en 1956), Biënnale van Venetië (1954).

## Litho's
De litho's van Louis Favre zijn goed gedocumenteerd in het boek 'Contemporary Art, Masters of the Print' uitgegeven door Uitgeverij Mouton en Co in Den Haag (voorwoord van Peter Floud, conservator van het Victoria en Albert Museum in Londen).
Zijn schilderijen zijn niet zo goed gedocumenteerd. Het Groninger Museum bezit al zijn litho's en een aantal schilderijen.
Favre heeft in totaal 44 grote litho's gemaakt. De oplage van zijn litho's was beperkt. Meestal 45 tot 55 exemplaren van ongeveer 65 x 50 cm.
(1946) Les Joueurs; Femme en Vert; Grenades; Masque
(1947) La Pianiste; Christ I; Duo; Spleen
(1949) Arlequin; La Fenetre; L'Oiseau
(1950) Nu; La Table, La Printemps Hollandais; Grand Spleen
(1951) Baladins; Tete de Femme; Clown Bleu; Christ II; La Pendule
(1952) La Vetrail; Bas Musette; Été; Été(variante air bleu); Femme Assise; Africaine 
(1953) Recontre; Trinite Atomique; Danse; Sirene I; Sirene II; Cirque I; CirqueII; Cirque III
(1954) Christ en Croix, Piéta; Les deux Arlequins + variant A, Creation d'Arlequin, Joie, Procession, Le Nuit de Noël,
Meditation, Saint Francois d'Assise.
Ook heeft Louis Favre een aantal boeken en een kalender geïllustreerd:
(1948) Une Saison en enfer, Arthur Rimbaud. (1949) Calendrier 'Mouton en Co' (1949) La Corbeau, Edgar Poe (1950) La Nove de l'epave.

## Nalatenschap
In 1993 schonk de weduwe van Louis Favre ruim 90 litho's, tekeningen, gouaches, wasschilderijen en geïllustreerde boeken van haar man aan het Groninger Museum. De 93-jarige weduwe had de kunstwerken van haar man na diens dood zelf bewaard. Het was de wens van Favre de collectie in zijn geheel onder te brengen in een museum.
- Biografisch Portaal: 75083328
- Gemeinsame Normdatei: 1014499518
- International Standard Name Identifier: 0000 0003 5604 4646
- Nederlandse Thesaurus van Auteursnamen: 150779801
- RKD-Nederlands Instituut voor Kunstgeschiedenis: 104455
- Istituto Centrale per il Catalogo Unico: VEAV325380
- Union List of Artist Names: 500475912
- Virtual International Authority File: 176409695
- WorldCat: E39PBJhhrr3PHxVr7BBxR8xYyd